# 吉田健 (ラグビー選手)
吉田 健（よしだ けん、1987年5月3日 - ）は、日本の元ラグビー選手。

## プロフィール
- 岐阜県出身[1]。
- ポジションはスクラムハーフ(SH)。
- 身長 165cm、体重 72kg
- ニックネームはケン。
- ALL中大のメンバーに選ばれたことがある[2]。
- 好きな漫画は「僕等がいた」
- 大学四年時中央大学ラグビー部寮に夜中不審者が入り、洗濯カゴに入れていた汗だくの練習着を盗まれた。

## 略歴
高校からラグビーを始めた。
2006年、関商工高校卒業後、中央大学に入る。
2010年、中央大学卒業後、キヤノンイーグルスに加入。
2016年、現役を引退した。
2018年、一児の父として頑張る。